# Сезак (Жиронда)
Сезак (фр. Cézac) насеље је и општина у југозападној Француској у региону Аквитанија, у департману Жиронда која припада префектури Бле.
По подацима из 2011. године у општини је живело 2383 становника, а густина насељености је износила 124,37 становника/km². Општина се простире на површини од 19,16 km². Налази се на средњој надморској висини од 19 метара (максималној 76 m, а минималној 2 m).

## Демографија
| 1962. | 1968. | 1975. | 1982. | 1990. | 1999. | 2011. |
| ----- | ----- | ----- | ----- | ----- | ----- | ----- |
| 1.020 | 1.074 | 1.107 | 1.366 | 1.580 | 1.762 | 2.383 |

График промене броја становника у току последњих година